# Forschungsamt
Il Forschungsamt (italiano: ufficio di ricerca) del Ministero dell'Aviazione del Reich era un servizio di intelligence dei segnali e di crittoanalisi del partito nazista. Fu attivo dal 1933 al 1945 in questo periodo furono intercettate circa 498.000 telefonate. Gestito sin dal suo inizio dal capo della Luftwaffe Hermann Göring, l'ufficio di ricerca era un'istituzione del partito nazista piuttosto che un'agenzia ufficiale di crittografia e intelligence dei segnali militari gestita dalla Wehrmacht. Il suo nome completo ufficiale in tedesco era Forschungsamt des Reichsluftfahrt Ministerium.
Descritta come "la più ricca, la più segreta, la più nazista e la più influente" di tutte le agenzie di intelligence crittoanalitiche tedesche, la sua esistenza era ben nota all'intelligence francese (Deuxième Bureau, Bureau Central de Renseignements et d'Action) grazie agli sforzi della spia Hans-Thilo Schmidt ma poco noto agli altri paesi alleati.
L'organizzazione è stata descritta dallo storico Dr. Wilhelm F. Flicke, un esperto cifrario tedesco, incaricato dal generale Erich Fellgiebel di scrivere una storia della crittografia e della crittoanalisi tedesca durante la seconda guerra mondiale nel suo libro War Secrets in the Ether:
pensato per dare al governo e al partito dominante [nazista] una visione così ampia dei pensieri, dei sentimenti e delle aspirazioni del popolo tedesco come era stata conosciuta in tutta la storia. Rispetto a questo piano, i metodi informatori di Metternich e del ministro della Polizia francese Fouché erano stati esperimenti dilettantistici.

## Persone chiave
Hermann Göring era a capo del Forschungsamt. Göring fu un politico tedesco, leader militare e membro di spicco del partito nazista (NSDAP).
Il primo direttore fu Hans Schimpf dal 10 aprile 1933 al 10 aprile 1935. Ex capitano di corvetta (Korvettenkapitän), era ufficiale di collegamento tra l'Abwehr e il dipartimento della marina, Reichsmarine / B-Dienst, presso il Ministero della Difesa .
Il secondo direttore fu Cristoforo d'Assia-Kassel un ufficiale delle SS che gestì l'agenzia tra il 10 aprile 1935 e il 12 ottobre 1943. Era il figlio del principe Federico Carlo d'Assia e della principessa Margherita di Prussia. Morì in un incidente aereo in Italia il 7 ottobre 1943. L'appartenenza di Cristoforo alle SS e la successiva nomina al Forschungsamt indicavano uno stretto rapporto tra l'unità e il Sicherheitsdienst.
Il terzo e ultimo direttore fu Gottfried Schapper, un antisemita estremo, era anche lui un ufficiale delle SS tedesche che ricopriva il grado di Hauptsturmführer e diresse l'agenzia tra il 12 ottobre 1943 e la fine della guerra l'8 maggio 1945. Schapper era stato soldato nella prima guerra mondiale e dal 1916 al 1917 era stato direttore degli uffici crittografici presso il Comando Centrale dell'Esercito tedesco. Aveva lavorato nel Ministero della Reichswehr dal 1927 in poi, diventando determinante nel riunire i servizi sparsi del ministero sotto un'organizzazione centrale, e infine diventandone il capo nel 1933. Avendo conosciuto Göring dalla prima guerra mondiale, si avvicinò a Göring, insieme a Schimpf e a Cristoforo d'Assia-Kassel, per creare la nuova agenzia. Fu Schapper a inventare il nome dell'agenzia, Forschungsamt. Nel maggio 1945 fu arrestato vicino a Rosenheim dagli agenti della TICOM e portato a Salisburgo e successivamente ad Augusta per essere interrogato.

## Attività
I compiti emersero in parte dagli interrogatori durante il processo di Norimberga sulla crisi Blomberg-Fritsch:
"Chiedo all'Alta Corte di tenere conto anche della mia difficoltà; Nemmeno a me piace parlare di queste cose. Devo aggiungere che Göring era l'unico capo dell'Ufficio ricerche. Questa è l'istituzione che ha rilevato tutta la sorveglianza telefonica nel Terzo Reich. Questo ufficio di ricerca non si accontentava, come qui descritto, solo di intercettazioni e decodificazioni telefoniche, ma disponeva anche di un proprio servizio di intelligence, compresi i propri funzionari, che erano in grado di ottenere informazioni, in modo che fosse del tutto possibile, anche tramite il maresciallo von Blomberg per ottenere informazioni riservate. Quando Helldorff consegnò il fascicolo a Göring, Göring fu costretto a consegnarlo a Hitler. Hitler ebbe un esaurimento nervoso e decise di licenziare immediatamente il maresciallo Blomberg. Come Hitler disse in seguito ai generali in un incontro pubblico, il suo primo pensiero fu quello di nominare il colonnello generale von Fritsch come successore di Blomberg. Nel momento in cui espresse questa decisione, Göring e Himmler gli ricordarono che ciò non era possibile perché Fritsch era stato incriminato penalmente da un dossier del 1935.
– Hans Bernd Gisevius il 25 aprile 1946 mattina

Suggerendo un nome corrispondente per l'Ufficio di ricerca dell'aeronautica militare, Otto Stahmer, avvocato difensore di Göring al processo di Norimberga, ha chiesto: L'Ufficio di ricerca dell'aeronautica era collegato a questo?
“No, l’Ufficio Ricerche dell’Aeronautica Militare era qualcosa di completamente diverso; non aveva nulla a che fare con la ricerca da un lato e con l’Aeronautica dall’altro. L’espressione era una sorta di camuffamento perché, quando siamo arrivati al potere, c’era un bel po’ di confusione nella parte tecnica del monitoraggio delle notizie importanti. Ecco perché ho fondato innanzitutto l'Ufficio di ricerca, cioè un luogo dove erano possibili tutte le strutture tecniche per il monitoraggio delle operazioni radio, telegrafia, telefonia e tutte le altre strutture tecniche. Dato che all'epoca ero solo ministro dell'Aviazione del Reich, potevo riporre questo dispositivo solo a casa mia e ho scelto questa espressione mimetica. L'apparato serviva soprattutto a monitorare e decifrare le missioni estere, le personalità importanti che telefonavano, telegrafavano e trasmettevano via radio all'estero, come è prassi comune ovunque e in tutti gli Stati, per poi inviare la valutazione ai singoli dipartimenti. L'ufficio non aveva alcun servizio di agenti, nessun servizio di intelligence, ma era un ufficio puramente tecnico, registrava messaggi radio, registrava conversazioni telefoniche dove aveva l'ordine di monitorare, registrava i telegrammi e trasmetteva le analisi agli interessati. In questo contesto, posso sottolineare che ho letto molto anche sui rapporti del signor Messersmith,  che hanno avuto un ruolo qui. A volte era lui la principale fonte di tali rapporti”.

– Hermann Göring il 14 marzo 1946 mattina.

## Organizzazione
Il Forschungsamt era organizzato in sei dipartimenti (Hauptabteilung) e quindici sezioni come segue:
- Dipartimento I: Amministrazione. Il dipartimento era il quartier generale amministrativo dell'unità e si occupava dell'organizzazione, dell'amministrazione e del personale. Comandato dal Principal Specialist (tedesco: Ministerialrat) Bergeren. La sezione contava 50 persone divise in due sottosezioni.  Sezione 1: comandata dallo specialista senior (tedesco: Oberregierungsrat) (Abbr. ORR) Rosenhan, era responsabile della corrispondenza, del reclutamento del personale di base e dei budget. Ciò includeva pass di identificazione, turni di guardia e di lavoro, precauzioni contro i raid aerei. Sezione 2: comandata dallo specialista senior (tedesco: Oberregierungsrat) Kunsemueller, era responsabile dell'amministrazione.
- Dipartimento II: Personale. Comandato dallo specialista senior Kempe. Il dipartimento era responsabile dei registri del personale ed era composto da 80 a 100 uomini. Al suo interno vi era la Sezione 3.
- Dipartimento III: intercettazione. Comandato dallo specialista senior Breuer. Il dipartimento era responsabile dell'intercettazione, comprese le stazioni di intercettazione effettive e dello smistamento iniziale dei messaggi intercettati. Consisteva di oltre 200 dipendenti e due sezioni. Sezione 4: comandata dallo specialista Popp, era responsabile di tutte le intercettazioni del Forschungsamt. Ciò includeva il controllo dell'intercettazione, la determinazione delle priorità, l'ubicazione delle stazioni e l'effettiva amministrazione del personale di intercettazione. Sezione 5: Comandata dal Dr. Henke, l'unità funzionava come centro smistamento messaggi per tutte le intercettazioni e le distribuiva alla Sezione IV o alla Sezione V. Non veniva effettuata alcuna analisi dell'argomento, ma solo ordinato per lingua e per tipo. Messaggi non criptati, ad esempio messaggi privati e commerciali, articoli di stampa, le intercettazioni telefoniche venivano inviati direttamente alla Sezione V. Il codice e il testo cifrato erano ordinati per tipo, ad esempio militare, diplomatico o commerciale. Il traffico diplomatico sarebbe condiviso tra le agenzie. Tutto il materiale su cui doveva lavorare il Forschungsamt veniva automaticamente passato al Dipartimento IV.
- Dipartimento IV: Codici e cifre. Composto da 180 uomini, era comandato dal primo ministro (tedesco: Ministerialdirigent) Georg Schroeder. Il dipartimento era responsabile della crittoanalisi di tutti i segnali stranieri, cioè nemici. Sezione 6: Ricerca. Comandato da un ufficiale di nome Paetzel, venne fondato nel 1944 e contava circa 40 membri del personale che lavoravano nell'unità. La natura della sezione era quella della ricerca su nuovi sistemi, un lavoro specifico su cui altre sezioni non potevano lavorare. Si occupavano del traffico diplomatico di America, Inghilterra, Giappone, Francia libera, Spagna e America latina. Sezione 7: Oltremare e sud-ovest. Comandato dallo specialista senior Weachter e composto da 60 a 70 membri del personale. Il loro raggio d'azione includeva Stati Uniti, Inghilterra, America Latina, Spagna, Portogallo, Turchia, Egitto ed Estremo Oriente. Lo specialista senior Weachter era un esperto di sistemi americani. Il dottor Erfurt era l'unico traduttore giapponese in questa unità. Sezione 8: Ovest e Sud. Comandato dallo specialista senior Schulze, era composto da 30 a 40 persone. Hanno lavorato su cifrari francesi, belgi, svizzeri, olandesi, romanici e italiani. Sezione 9: Est, Sud-Est, Centro e Nord. Comandato dallo specialista senior Wenzel. Il numero del personale variava a seconda dei rapporti degli interrogatori TICOM, ma si suppone fosse compreso tra 45 e 70.
- Dipartimento V: Valutazione. Comandato dal principale specialista (tedesco: Ministerialrat) Walter Seifert, che dirigeva circa 400 persone, il numero più grande di persone per un dipartimento. Seifert ha dichiarato del dipartimento: "Lo scopo del dipartimento era la produzione di un quadro puramente oggettivo e scientifico della situazione politica e commerciale mondiale". Sezione 10: Diffusione delle informazioni. Comandato dallo specialista (tedesco: regierungsrat) Dr Mews. Fungendo da biblioteca e archivio, contenente archivi voluminosi di praticamente ogni tipo di informazione proveniente dalla maggior parte dei paesi. Ciò includeva libri di testo, mappe, elenchi telefonici, planimetrie della città, giornali e periodici. Essenzialmente questa sezione forniva il materiale necessario per valutare e aggiungere contesto ai messaggi decrittografati. Lo staff comprendeva anche quattro o cinque traduttori. Sezione 11: Valutazione della politica estera sotto la guida dello specialista senior Dr. Kurzbach. Sezione 12: Valutazione economica. Comandato dal capo ad interim Brieschke. Sezione 13: Valutazione degli affari interni. Comandata dallo specialista Rentschler, la sezione impiegava circa 80 persone nel 1944 a Berlino.
- Dipartimento VI: Tecnico. Comandato dallo specialista senior l'Ing. Stabenow. Sezione 14: Sviluppo di propri macchinari di cifratura. Sezione 15: Confronto e valutazione dei Macchinari catturati.

### Direttori
- Hans Schimpf  (1933 - 1935)
- Cristoforo d'Assia-Kassel (1935 - 1943)
- Gottfried Schapper (1943-1945)